# T.J GrosNet
T.J GrosNet（ティージェイグロスネット）は、和歌山県に存在した、プラモデル・フィギュアなどの通信販売業者。
T.J Gros netなどと表記されることもある。
社名はTaniguchi Jouet Gros Networkの略。Taniguchiは社長の姓、jouet gros（ジュエ・グロ）はフランス語で「大きな玩具」の意。

## 沿革
- 2001年（平成13年）8月 - 創業[1]
- 2004年（平成16年）1月 - 有限会社化
- 2004年（平成16年）5月 - Yahoo!ショッピング出店[1]
- 2005年（平成17年）8月 - 楽天市場出店
- 2006年（平成18年）5月 - 新社屋建設[4]
- 2006年（平成18年）6月 - TJグループ発足（株式会社T.J GrosNetに改組、TJホールディングカンパニー設立、有限会社TJロジスティクス設立）[5]
- 2008年（平成20年）4月 - 民事再生手続開始の申し立てをするも、棄却される。[1][2]
- 2008年（平成20年）5月21日 - 破産手続開始決定。[6]

## 概要

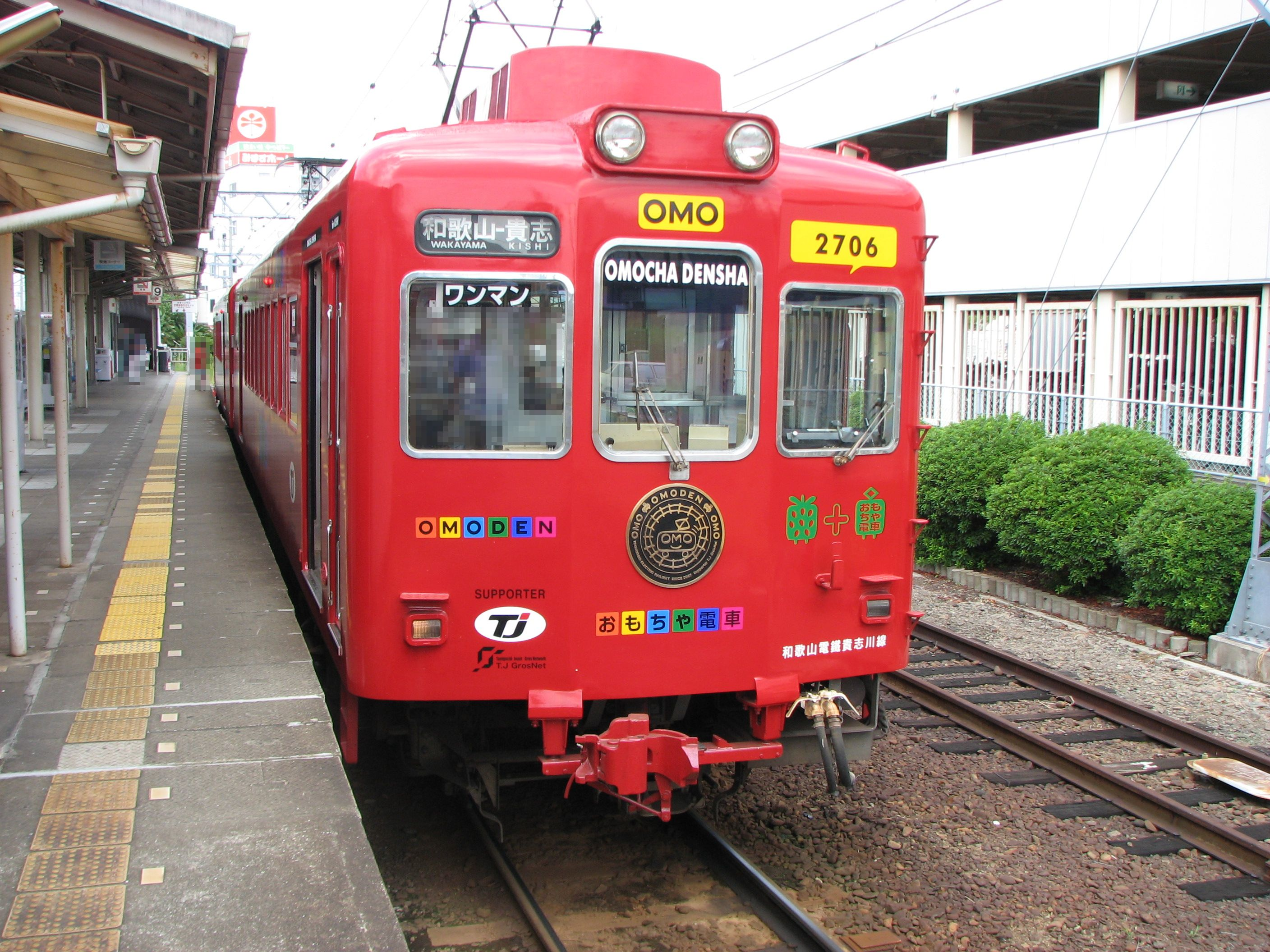
和歌山電鐵のおもちゃ電車（車両前面左下にTJのロゴがある）

事業内容は、ガンプラを始めとするプラモデル、フィギュア、ゲーム、玩具などのネット通販である。
自社サイトでの販売に始まり、Yahoo!ショッピング、Yahoo!オークションおよび楽天市場へ出店。
競合店をしのぐ安値や「ポイント20倍」などのセールで業績を拡大する。
Yahoo!ショッピングでは「ベストストア賞」をたびたび受賞
。
また、メーカーと協業して「T.J GrosNet限定版」の商品を発売するなど、業界では有力店として知られていた。
地元では、直営実店舗「といや」（和歌山市）、「トイポリー」（岩出市）を経営するほか、海南市郊外に広大な本社社屋 と数台の自社名入りトレーラーを保有。
優良成長企業として注目を集める。
2005年には和歌山ビッグホエールにてガンダムシリーズの有名声優らをゲストに迎え「TJ TOY & HOBBY SHOW 2005」を主催。
和歌山電鐵が2007年に運行開始したおもちゃ電車のスポンサーともなった

。
「Tの戦略!」と題した会社案内パンフレットには「我々の“スピード”についてこれるか、それが問題だ。」との強気なキャッチコピーを掲載し、業績拡大に自信を見せていた。

## 経営破綻
急速な業績拡大の一方で、設備投資や在庫負担のため借入金が増大。
2008年3月になると、商品の発送遅延が目立ち、一部商品の仕入れや予約受付の自粛が告知され、人気商品の入荷告知がなされず、電話もつながりにくくなり、経営が危ぶまれる状況となった。
4月に入り、電話・メールとも完全に音信不通となる。
1日には楽天の店舗ページが「改装中」として事実上閉鎖され、2日にはYahoo!が「店舗と連絡がとれない」という理由により店舗ページを閉鎖し、利用者に対してメールで告知する。
また、帝国データバンクで3月末の支払いの不渡りが確認される、社屋が無人となり銀行による担保物件の貼り紙と封印がされていることが確認される など、経営破綻・業務停止が確実となり、夜逃げ疑惑がささやかれる。
これを受けてYahoo!や楽天に苦情・問い合わせが殺到し、7日以降、読売新聞・毎日新聞・各ニュースサイト

が「ガンプラ通販有名店で商品未着トラブル」として報道。
4月15日には民事再生法による再生手続きの申請をする も、23日に大阪地方裁判所により棄却、保全管理命令が出される。5月21日には破産手続開始決定が出される。

## 利用者の状況
代金を前払いした利用者は、倒産により商品が届かない・代金が返金されないという被害に遭うこととなった。
とくに、以下のような理由により、被害額が大きくなった。
- 支払いは代引きを除き、予約品を含め全額前払いのうえ、人気商品の発売延期が多発していた
- 人気商品には1体数千円～2万円程度の模型やフィギュアなど比較的高額な商品が多い
- 他店と比べて値引率は大きいが送料が高い（Yahoo!の別館を除き、一律1000円[13]）ため、まとめ買いをする利用者が多い

また、人気商品は買い逃すと他店でも売り切れで買えない場合が多く、単なる金銭的被害だけでなく機会損失という面からも利用者には痛手となった。
Yahoo!はクレジットカード利用者に対して決済代行業者ネットラストを通じて注文キャンセル・返金処理を行っていたが、5月12日に銀行振込等の利用者を含めた包括的な補償を発表。
楽天も同日、「楽天あんしんショッピングサービス」 に基づく補償を発表した。
しかし、これらのインターネットモールを介さず本店に直接注文した利用者の救済のめどは立っていない。